# Банк Іспанії
Банк Іспа́нії (ісп. Banco de España) — центральний банк Іспанії. Заснований у Мадриді 1782 року королем Карлосом III, є членом Європейської системи центральних банків (ЄСЦБ).

## Історія
Банк був заснований під назвою «Banco Nacional de San Carlos», його першим директором був французький банкір Франсиско Кабаррюс.
Після серії воєн з 1793 року по 1814 роки, Банк позичив в уряду понад 300 мільйонів реалів, у зв'язку з чим Уряд Іспанії зазнавав фінансових труднощів. Міністр Казначейства Луїс Лопес Бальєстерос 1829 року створив фонду в 40 млн реалів для забезпечення зобов'язань Банку, Банк в той же рік був перейменований в «Banco Español de San Fernando».
У 1850-х роках Банк розширив свою діяльність в містах Аліканте та Валенсія і змінив назву на сучасну. Вимагаючи фінансової підтримки Банку в ході цивільних і колоніальних воєн, уряд Іспанії 1874 року надав Банку Іспанії монополію на випуск банкнот Іспанії.
1946 року після закінчення громадянської війни, уряд Генерала Франко встановив жорсткий державний контроль над Банком. 1962 року Банк був формально націоналізований. Після відновлення демократії в кінці 1970-х роках, у Банку були проведена реформа структури і функцій.
1994 року після входження Іспанії в Європейський валютний союз, Банк Іспанії став членом Європейської системи центральних банків (ЄСЦБ).

## Структура управління
Структура управління Банку:
- Голова Банку
- Заступник Голови банку
- Керівник Ради
- Виконавча Комісія

Голова Банку затверджується Королем Іспанії за поданням Голови уряду Іспанії.